# Woonsocket (Rhode Island)
Pour les articles homonymes, voir Woonsocket.
Woonsocket (en anglais [ˈwʊnsɒkɪt]) est une ville située dans le comté de Providence, dans l’État de Rhode Island, aux États-Unis. Selon le recensement de 2010, sa population est de 41 186 habitants. La municipalité s'étend sur 7,93 milles carrés (20,54 km2), dont 7,74 milles carrés (20,05 km2) de terres.

## Histoire
La ville compte une importante communauté d’origine québécoise. En effet, au début du XXe siècle, de nombreux Québécois ont fui la misère de leur région d’origine pour travailler dans les manufactures américaines, principalement des tissages, établies après la Première Guerre mondiale, avec l’aide d’ingénieurs français, tel Auguste Lepoutre, envoyés de Roubaix, ville manufacturière du nord de la France.

## Démographie
« À Woonsocket, ville industrielle du Rhode Island, on comptait il y a trente ans (en 1932) 40 000 Français sur 50 000 habitants. » La ville se définissait comme « la ville la plus française aux États-Unis ».
Au recensement de 2000, 46,1 % de la population de Woonsocket s'identifiait comme d'ascendance française ou franco-canadienne.

## Personnalités liées à la ville
- Frank W. Buxton (1877-1974), journaliste américain, lauréat du prix Pulitzer en 1924, est né à Woonsocket.
- Latimer Whipple Ballou (1812–1900), homme politique, est mort à Woonsocket.
- J. Howard McGrath,  procureur général des États-Unis (1949-1952), y est né le 28 novembre 1903.